# گاتلوب باوکنخت
گوتلوب باوکنشت (انگلیسی: Gottlob Bauknecht; ۳۰ آوریل ۱۸۹۲ – ۹ سپتامبر ۱۹۷۶) مخترع و کارآفرین اهل آلمان بود، که در سال ۱۹۱۹ شرکت باوکنخت را تأسیس کرد.